# 沃斯克列辛齊 (科洛梅亞區)
48°29′45″N 25°3′21″E / 48.49583°N 25.05583°E
沃斯克列辛齊（烏克蘭語：Воскресинці），是烏克蘭的村落，位於該國西部伊萬諾-弗蘭科夫斯克州，由科洛梅亞區負責管轄，始建於1444年，面積13.2平方公里，人口1,899，人口密度每平方公里162.8人。